# Krzyżówka (Tychów)
Krzyżówka – część wsi Tychów w Polsce położona w województwie łódzkim, w powiecie piotrkowskim, w gminie Czarnocin. Dawniej samodzielna wieś.